# Repubblica Sovietica del Caucaso Settentrionale
La Repubblica Sovietica del Caucaso settentrionale (in russo Се́веро-Кавка́зская Сове́тская Респу́блика?, Severo-Kavkazskaja Sovetskaja Respublika) è stato il nome assunto dal territorio derivato dalla fusione della Repubblica Sovietica del Kuban'-Mar Nero, Repubblica Sovietica del Terek, Repubblica Sovietica di Stavropol' durante la guerra civile russa il 7 luglio 1918. Confinava a sud con la Repubblica delle Montagne del Caucaso Settentrionale. Fu fortemente in guerra con l'Autonomia di Alash.
Il 17 agosto 1918 la sua capitale, Ekaterinodar, fu conquistata dall'Armata Bianca di Anton Ivanovič Denikin, e la capitale fu spostata a Pjatigorsk.
Verso la fine del 1918, essendo il suo territorio quasi interamente invaso dalle Armate Bianche, il Soviet Supremo decretò lo scioglimento della Repubblica.